# Tlalli
Tâjli, Tlajli, o Tlalli son vocablos en lenguaje nahuatl que significan "la tierra".
Con el descubrimiento y estudio de los diferentes códices mexicas, se ha logrado conocer algunos usos
de la palabra tlalli, por ejemplo, en el códice Mendoza (1542), la escena final del foglio 63r, aparece un primer uso refiriendo la palabra Tlapantlalli, que se puede interpretar como "la tierra que se usaba para techar casas".
En 1547, otra referencia al vocablo tlalli se escribió en la historia general de las cosas de la nueva España, como muestra el siguiente fragmento de la transcripción en el libro 6, "de la rethorica y philosophia moral", fo 215: 

"Matzaiani inilvicatl, tentlapani intlalli. Qujere dezir a la letra: Abrese el cielo y rrompese la tierra. Por methaphora qujere dezir: hazese una maraujlla y un milagro nunca visto nj oydo, etc". En español moderno: "Se abrió el cielo y se rompió la tierra", es decir, "apareció una maravilla, un milagro nunca antes visto"